# Torenia oblonga
Torenia oblonga är en tvåhjärtbladig växtart som först beskrevs av George Bentham, och fick sitt nu gällande namn av Ernst Gottlieb von Steudel. Torenia oblonga ingår i släktet Torenia och familjen Linderniaceae. Inga underarter finns listade i Catalogue of Life.